# Okręg wyborczy nr 46 do Sejmu Polskiej Rzeczypospolitej Ludowej (1989–1991)
Okręg wyborczy nr 46 do Sejmu Polskiej Rzeczypospolitej Ludowej (1989–1991) obejmował Koszalin oraz gminy Będzino, Biesiekierz, Darłowo, Dygowo, Gościno, Kołobrzeg, Kołobrzeg (gmina wiejska), Malechowo, Manowo, Mielno, Polanów, Rymań, Sianów, Siemyśl, Świeszyno i Ustronie Morskie (województwo koszalińskie). W ówczesnym kształcie został utworzony w 1989. Wybieranych było w nim 4 posłów w systemie większościowym.
Siedzibą okręgowej komisji wyborczej był Koszalin.

## Wybory parlamentarne 1989

### Mandat nr 181 –Polska Zjednoczona Partia Robotnicza
| Kandydat | I tura | I tura | II tura | II tura |
| Kandydat | Głosów | %      | Głosów  | %       |
| --- | ------ | ------ | ------- | ------- |
| Ryszard Ulicki                                                                                                 | 28 559 | 26,59  | 22 266  | 41,78   |
| Stefan Gębicki                                                                                                 | 19 290 | 17,96  | 22 376  | 41,97   |
| Jadwiga Kilian                                                                                                 | 14 342 | 13,36  | —       | —       |
| Roman Fiszerowicz                                                                                              | 9444   | 8,79   | —       | —       |
| Liczba głosów ważnych: 107 394 (I tura) • 53 310 (II tura) Źródło: Państwowa Komisja Wyborcza I tura i II tura |        |        |         |         |

### Mandat nr 182 –Polska Zjednoczona Partia Robotnicza
| Kandydat | I tura | I tura | II tura | II tura |
| Kandydat | Głosów | %      | Głosów  | %       |
| --- | ------ | ------ | ------- | ------- |
| Zbigniew Puzewicz                                                                                              | 28 927 | 26,96  | 30 916  | 58,07   |
| Andrzej Wnuk                                                                                                   | 18 983 | 17,69  | 15 265  | 28,67   |
| Henryk Kossakowski                                                                                             | 13 368 | 12,46  | —       | —       |
| Leszek Dydyna                                                                                                  | 11 343 | 10,57  | —       | —       |
| Liczba głosów ważnych: 107 305 (I tura) • 53 239 (II tura) Źródło: Państwowa Komisja Wyborcza I tura i II tura |        |        |         |         |

### Mandat nr 183 – bezpartyjny
| Kandydat                                                          | Głosów | %     |
| ----------------------------------------------------------------- | ------ | ----- |
| Franciszek Sak                                                    | 69 399 | 62,89 |
| Regina Bochnia                                                    | 12 444 | 11,28 |
| Wacław Barna                                                      | 11 815 | 10,71 |
| Franciszek Dyląg                                                  | 10 015 | 9,08  |
| Liczba głosów ważnych: 110 353 Źródło: Państwowa Komisja Wyborcza |        |       |

### Mandat nr 441 –Polska Zjednoczona Partia Robotnicza
| Kandydat                                                         | Głosów | %     |
| ---------------------------------------------------------------- | ------ | ----- |
| Marian Orzechowski                                               | 25 578 | 48,00 |
| Kazimierz Cypryniak                                              | 13 181 | 24,74 |
| Liczba głosów ważnych: 53 283 Źródło: Państwowa Komisja Wyborcza |        |       |